# Jože Gregorčič
Jože Gregorčič, slovenski komunist, španski borec, prvoborec, partizan in narodni heroj, * 30. julij 1903, Volosko pri Opatiji, † 9. september 1942, Mošenjska planina, Jelovica.

## Življenje pred vojno
Ko je bil star dve leti, je oče družine s štirimi otroki odšel za zaslužkom v Ameriko in dve leti pozneje umrl v rudniku. Osnovno šolo je obiskoval v rojstnem kraju, šel po njej za nekaj mesecev v uk k lekarnarju v Puli. Med prvo svetovno vojno je pasel živino na kmetiji v Pivki. Ker v Opatiji ni našel dela, je z bratom in sestro odpotoval v Avstrijo in se po neuspešnem iskanju dela vrnil v Jugoslavijo. Na Jesenicah je sprva opravljal priložnostna dela, potem pa dobil delo pri sodavičarju Paaru; zaradi tega je dobil vzdevek Parov Jože. 1923–1925 je služil vojaški rok v Knjaževcu, potem pa delal eno leto pri bratu v krojaški delavnici v Olovu v Bosni.
Delo si je našel v jeseniški železarni in se vključil v delavsko gibanje. Bil je dober športnik in alpinist, na njegovo pobudo so ustanovili nogometni klub Kovinar. Igral je na ljudskem odru in prepeval v zboru kot tenorist. Ker je sodeloval na telovadnem tekmovanju ob spremljavi mednarodne delavske himne Internacionala, so ga zaprli in leta 1936 zaradi sodelovanja v štrajku odpustili. Maja 1937  je v drugem poskusu uspel priti v Španijo, kjer se je v državljanski vojni v mednarodnih brigadah boril proti fašizmu, skupaj z okoli 540 Slovenci. 
Bil je mitraljezec v  Cankarjevi četi, nazadnje pa politični komisar mednarodnega bataljona Dimitrov. Po zmagi frankistov je bil med 300.000 begunci, ki so februarja 1939 v obupnih razmerah bežali čez Pireneje v Francijo. Z bratom Ivanom je tam  še del leta 1940 preživel v taborišču in bil jedro kulturnega in športnega življenja. Z bratom sta iz ilovice naredila tudi kip Ivana Cankarja. Iz taborišča je pobegnil, se v Marseillu vtihotapil na ladjo in po sedmih dneh skrit med premogom prispel v Split, od koder se je vrnil na Jesenice. 

## Druga svetovna vojna
Nemški okupator ga je aprila 1941 zaprl, a je že drugi dan pobegnil v partizane. Julija je postal komandir Jeseniške partizanske čete, avgusta poveljnik bataljona Ivan Cankar, aprila 1942 pa komandant 1. Skupine odredov Gorenjske. Njegovo partizansko ime je bilo Gorenjc. Poveljeval je v dražgoški bitki. 9. septembra 1942 je skupaj s 26 soborci padel v bitki z nemško zasedo na Lipniški planini, kamor sta se po umiku z Ratitovca nemenili Selška četa 2. grupe odredov in štab 1. grupe odredov pod njegovim vodstvom. Težko ranjenega Gregorčiča so borci skrili v odvodni jarek. Ko so ga čez tri dni prišli iskat, ga ni bilo več, najbrž se je pred zajetjem pokončal sam. Gestapo je na velikih lepakih objavil, da je bil banditski glavar Gorenjske Jože Gregorčič ustreljen. Bil je veder človek in sposoben poveljnik. Leta 1951 je bil imenovan za narodnega heroja Jugoslavije.